# Amas d'Hercule
Pour les articles homonymes, voir Amas d'Hercule et M13.
M13
M13 ou Messier 13, aussi catalogué NGC 6205 et très souvent appelé le Grand Amas d'Hercule, est un amas globulaire situé dans la constellation d'Hercule. Il est parmi les objets les plus imposants du catalogue Messier et il a été découvert par Edmond Halley en 1714. Charles Messier a ajouté cet amas dans son catalogue le 1er juin 1764.
Les étoiles individuelles de M13 ont été résolues pour la première fois le 22 août 1799 par William Herschel.

## Caractéristiques
M13 est à environ 25 100 années-lumière (7,7 kpc) du Soleil et à 28 400 années-lumière (8,7 kpc) du centre de la Voie lactée. Sa vitesse radiale héliocentrique est égale à −245,6 ± 0,3 km/s. Selon Forbes et Bridges, sa métallicité est estimée à [Fe/H] = -1,33 et son âge à environ 11,65 milliards d'années.
Selon une étude publiée en 2011 par J. Boyles et ses collègues, la métallicité de l'amas globulaire NGC 6205 est égale à -1,53 et sa masse est égale à 775 000 {\displaystyle M_{\odot }}. Dans cette même étude, la distance de l'amas est estimée à environ 7,1 kpc (∼23 200 al).

## Composition
D'un diamètre d'environ 145 années-lumière, M13 renferme plus de 100 000 étoiles. L'étoile la plus brillante est une géante rouge, l'étoile variable V11 aussi désignée comme V1554 Herculis dont la magnitude apparente est de 11,95.

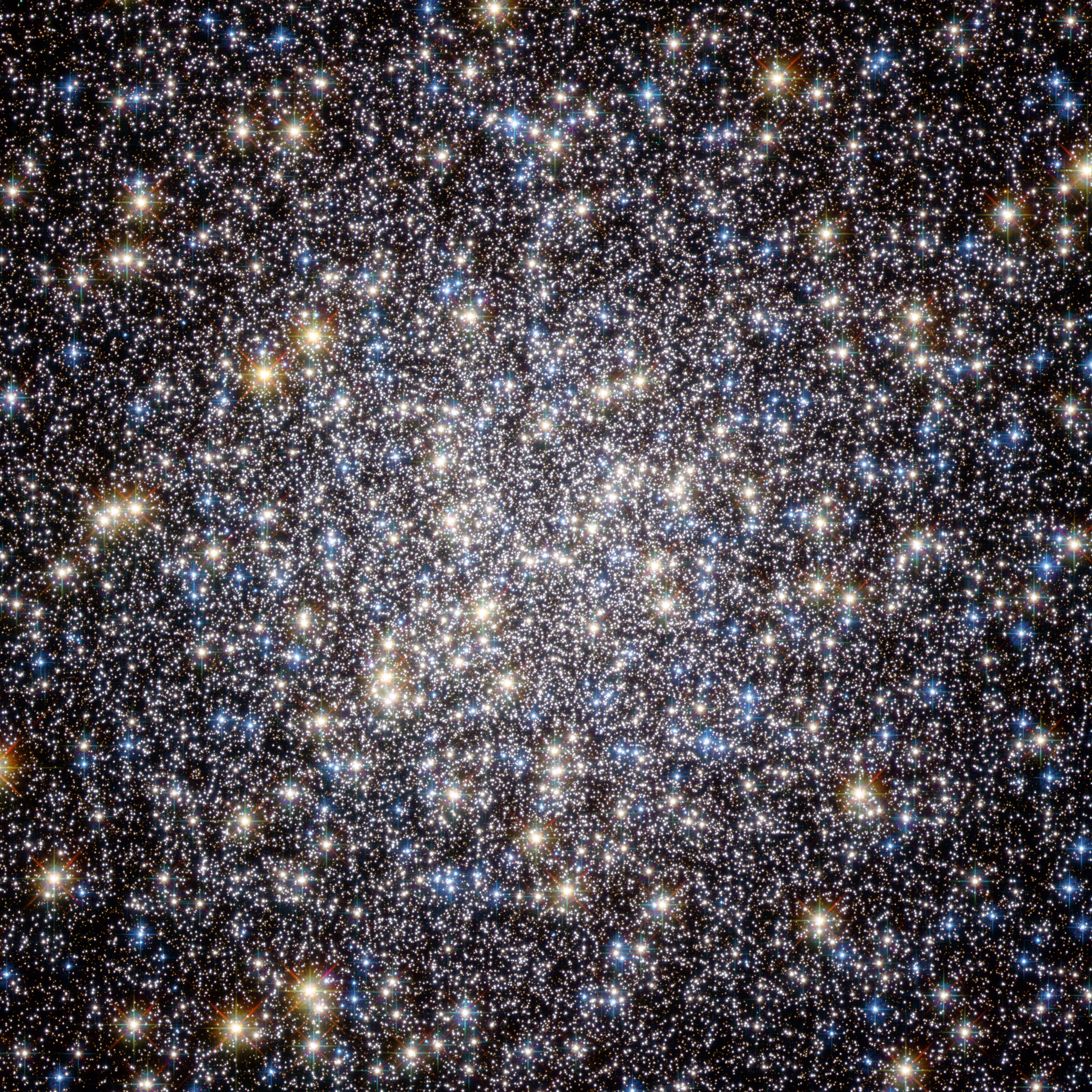
M13 par le télescope spatial Hubble.

La densité d'étoiles près du centre de l'amas est environ cent fois supérieure à celle de la région entourant le système solaire. Dans cette région, les étoiles sont si rapprochées qu'elles entrent parfois en collision, créant ainsi une jeune étoile massive qu'on appelle une traînarde bleue. L'image obtenue par le télescope spatial Hubble montre d'ailleurs la présence de nombreuses traînardes bleues au cœur de l'amas
À ce jour, on a découvert 64 étoiles variables dans M13. Les deux dernières, V63 et V64 ont été découvertes par Francisco Violat-Bordonau en 2021 et 2022.

## Observation

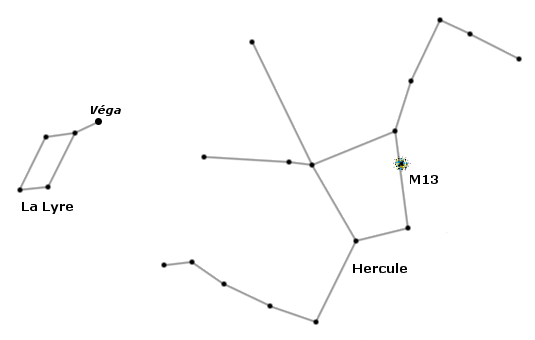
Position de M13 dans la constellation d'Hercule.

La magnitude apparente de M13 est 5,8, ce qui permet de le distinguer à l'œil nu  sous un ciel sombre, sans turbulences ni Lune brillante. Avec des jumelles, on observe une tache floue, mais les chances d'observer ses étoiles individuelles sont faibles. Avec un petit télescope amateur ou une lunette astronomique, les étoiles de l'amas se découvrent. On peut alors distinguer quelques nuances de couleurs de celles-ci.

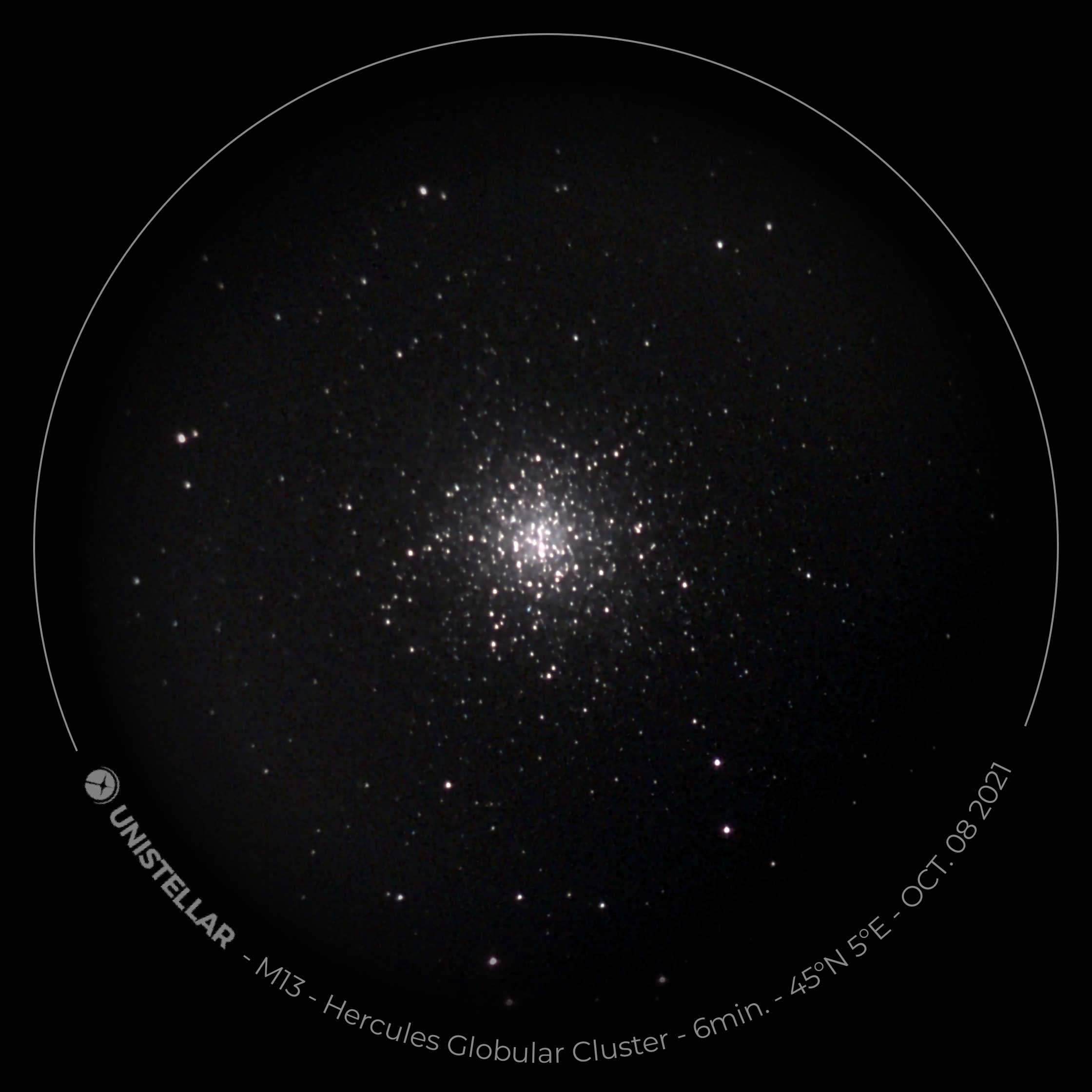
M13 dans un télescope amateur.

## Un message radio vers M13
Le 16 novembre 1974, un message radio a été envoyé en direction du grand amas d'Hercule par le radiotélescope d'Arecibo.

## Galerie

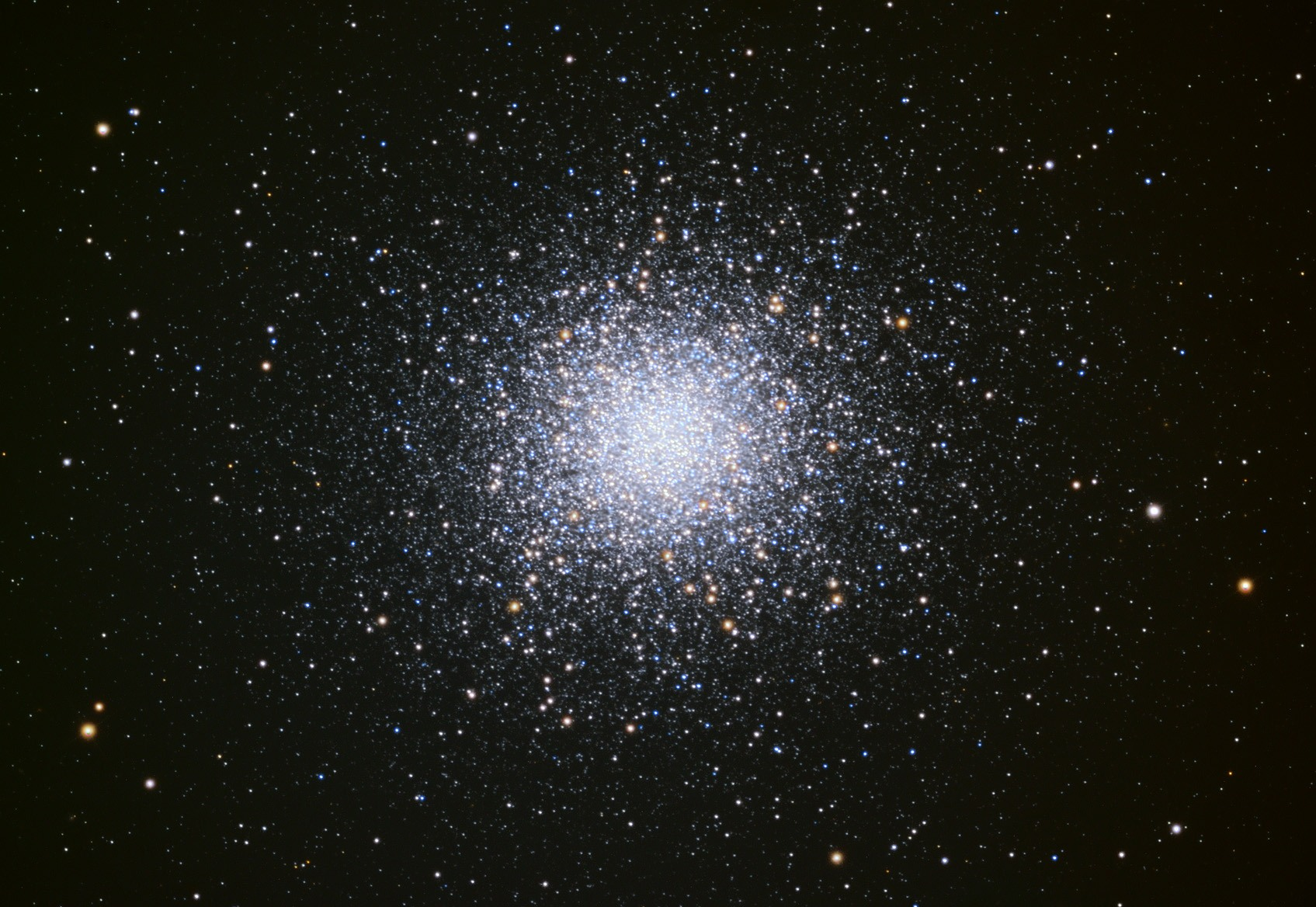
par Adam Block (Observatoire du mont Lemmon/Université de l'Arizona).
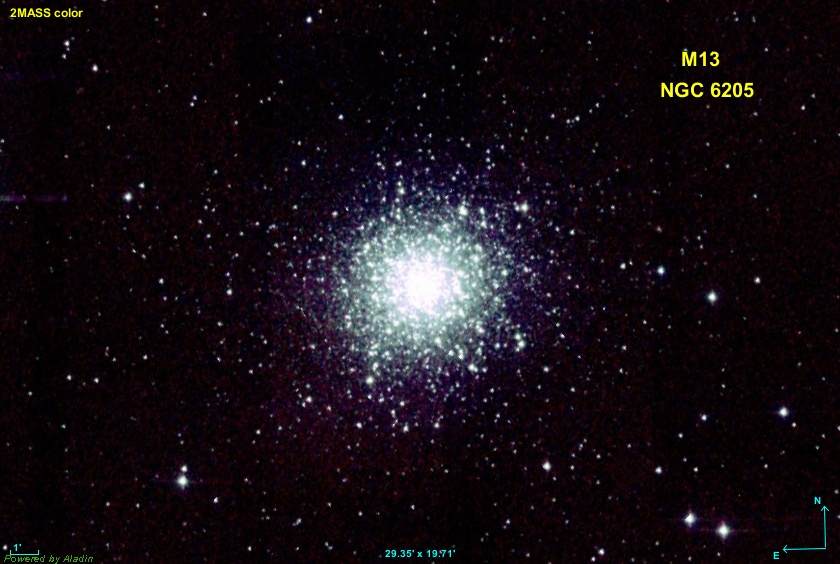
M13 en infrarouge par le relevé Two-Micron All-Sky Survey (2MASS).
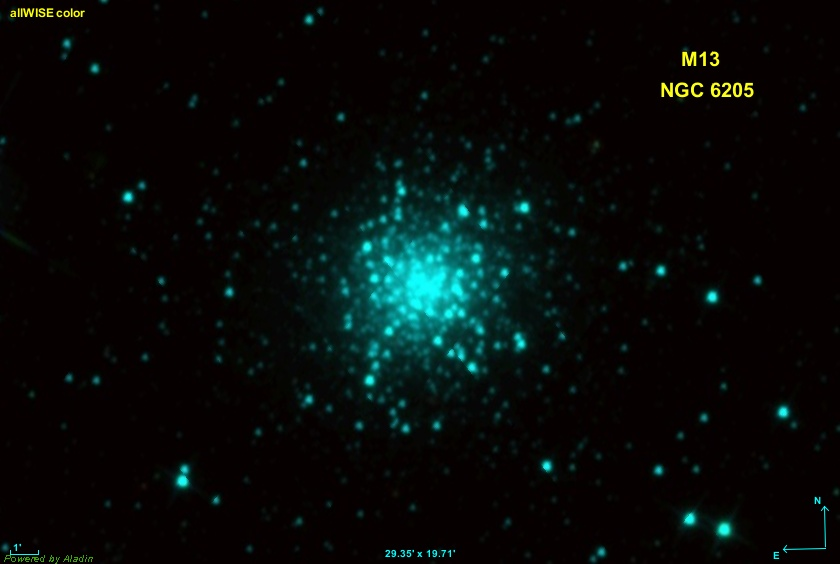
M13 en infrarouge par le relevé Wide-field Infrared Survey Explorer (WISE).